# Brejeni, Sîngerei
Brejeni este un sat din cadrul comunei Ciuciuieni din raionul Sîngerei, Republica Moldova.